# Citra
Citra는 닌텐도 3DS 최초의 에뮬레이터이다. C++ 프로그래밍 언어로 개발되었다. Citra는 거의 모든 홈브루 게임과 일부 상용 게임들을 구동할 수 있다. Citra는 구동을 위해 OpenGL 버전 3.3 이상을 요구한다.
Citra가 구동할 수 있는 최초의 상용 닌텐도 3DS 게임은 《젤다의 전설 시간의 오카리나 3D》이다. Citra는 《튀어나와요 동물의 숲》, 《소닉 제너레이션즈》와 같은 일부 다른 게임들도 구동할 수 있다.
Citra는 2015년 12월 30일 이후로 《포켓몬스터》 시리즈들을 구동할 수 있다. Citra는 2016년 5월 21일 이후로 사운드를 에뮬레이트할 수 있으며, 2016년 9월 15일 이후로 JIT 컴파일러를 갖추고 있다. 최신 버전을 기준으로 《포켓몬스터썬·문》은 완전히 플레이가 가능하며 에뮬레이터 개발의 큰 전환점이 되었다.

## 같이 보기
- Yuzu
- 비디오 게임 콘솔 에뮬레이터